# De verloren held
De Verloren Held (oorspronkelijke Engelstalige titel: The Lost Hero) is het eerste deel in de fantasy/avonturenserie Helden van Olympus, geschreven door de Amerikaanse schrijver Rick Riordan. De serie is gebaseerd op zowel de Griekse als Romeinse mythologie en is de vervolgserie op de bekende reeks Percy Jackson en de Olympiërs, waarvan in 2010 het eerste deel, De Bliksemdief, naar het witte doek werd geadapteerd.
De Verloren Held werd in de Verenigde Staten op 12 oktober 2010 uitgegeven, met een oplage van 2,5 miljoen exemplaren. Ook een audioboek en e-book werden uitgebracht.
Enkele fragmenten van het boek werden voor de uiteindelijke publicatie door Disney-Hyperion vrijgegeven om publiciteitsredenen. Na het verschijnen van het boek belandde het bovenaan de The New York Times bestseller list, de USA Today bestseller list, The Wall Street Journal bestseller list en de Publishers Weekly bestsellers list. 

## Plot
Jason, een halfgod, zit diep in de problemen als hij zonder enige herinnering aan zijn verleden ontwaakt in een schoolbus, hand in hand met Piper, zijn vriendinnetje. Samen met haar en zijn beste vriend Leo zit hij op een kostschool voor 'slechte kinderen'. Kort daarna worden ze alle drie aangevallen door windgeesten, die hun leraar, een sater genaamd Gleeson Hedge, ogenschijnlijk doden. Ze brengen het er op het nippertje levend vanaf en belandden in Kamp Halfbloed. Daar moet Jason erachter zien te komen wat de Tweede Voorspelling betekent, en belangrijker nog, wat het met hém te maken heeft.
Piper en Leo hebben allebei geheimen. Pipers vader wordt al dagenlang vermist. In haar nachtmerries wordt ze gewaarschuwd voor een groot gevaar, en ertoe aangezet haar vrienden te verraden om haar vader te redden. Leo worstelt met de dood van zijn moeder, die hij per ongeluk heeft gedood met zijn bijzondere krachten, waarover hij niemand iets heeft verteld. Samen met Jason en Piper wordt hij op een queeste gestuurd om Hera, de vrouw van Zeus, te redden en de wederkomst van de giganten tegen te gaan.